# YoY
YoY in Walibi Holland (Biddinghuizen, Flevoland, Niederlande) sind zwei duellierende Stahlachterbahnen vom Modell Raptor Track des Herstellers Rocky Mountain Construction, die am 5. April 2025 eröffnet wurden. Die beiden Bahnen haben die Namenszusätze Thrill und Chill. Während erstere eine intensivere Fahrt verspricht, verfügt letztere über ein eher familientaugliches Layout.
Beiden Bahnen ist gemein, dass sie jeweils 655 m lang sind, eine Höhe von 29 m erreichen und über Abfahrten von 27 m verfügen. Thrill erreicht dabei eine Höchstgeschwindigkeit von 82 km/h und beschleunigt auf 4g. Chill ist mit 80 km/h etwas langsamer als Thrill und entwickelt nur 3,5g. Beide Bahnen verfügen über ein High-Five genanntes Fahrelement. Im Gegensatz zu Chill, welche über keine Inversionen verfügt, hat Thrill sechs Inversionen: einen Barrel Roll Downdrop, einen Zero-g-Stall, einen Cutback, einen Korkenzieher, eine Barrel-Roll und einen weiteren Korkenzieher.

## Züge
YoY besitzt vier Züge mit jeweils acht Wagen. In jedem Wagen kann eine Person Platz nehmen.